# Ameivula jalapensis
Ameivula jalapensis là một loài thằn lằn trong họ Teiidae. Loài này được Colli, Giugliano, Mesquita & Franca mô tả khoa học đầu tiên năm 2009.